# 六氟化钼
六氟化钼又称氟化钼(VI)，是一种无机化合物，化学式 MoF6。 它是钼元素的最高价氟化物。它是一种无色固体，在室温以下融化。它是已知十七种六氟化物之一。
它可以由单质化合生成：
Mo+3 F2=MoF6